# Golestan (ville)
Pour les articles homonymes, voir Golestan.
 (novembre 2021).
La mise en forme du texte ne suit pas les recommandations de Wikipédia : il faut le « wikifier ».
Les points d'amélioration suivants sont les cas les plus fréquents :
- Les titres sont pré-formatés par le logiciel. Ils ne sont ni en capitales, ni en gras.
- Le texte ne doit pas être écrit en capitales (les noms de famille non plus), ni en gras, ni en italique, ni en « petit »…
- Le gras n'est utilisé que pour surligner le titre de l'article dans l'introduction, une seule fois.
- L'italique est rarement utilisé : mots en langue étrangère, titres d'œuvres, noms de bateaux, etc.
- Les citations ne sont pas en italique mais en corps de texte normal. Elles sont entourées par des guillemets français : « et ».
- Les listes à puces sont à éviter, des paragraphes rédigés étant largement préférés. Les tableaux sont à réserver à la présentation de données structurées (résultats, etc.).
- Les appels de note de bas de page (petits chiffres en exposant, introduits par l'outil «  Source ») sont à placer entre la fin de phrase et le point final[comme ça].
- Les liens internes (vers d'autres articles de Wikipédia) sont à choisir avec parcimonie. Créez des liens vers des articles approfondissant le sujet. Les termes génériques sans rapport avec le sujet sont à éviter, ainsi que les répétitions de liens vers un même terme.
- Les liens externes sont à placer uniquement dans une section « Liens externes », à la fin de l'article. Ces liens sont à choisir avec parcimonie suivant les règles définies. Si un lien sert de source à l'article, son insertion dans le texte est à faire par les notes de bas de page.
- La présentation des références doit suivre les conventions bibliographiques. Il est recommandé d'utiliser les modèles {{Ouvrage}}, {{Chapitre}}, {{Article}}, {{Lien web}} et/ou {{Bibliographie}}. Le mode d'édition visuel peut mettre en forme automatiquement les références.
- Insérer une infobox (cadre d'informations à droite) n'est pas obligatoire pour parachever la mise en page.

Pour une aide détaillée, merci de consulter Aide:Wikification.
Si vous pensez que ces points ont été résolus, vous pouvez retirer ce bandeau et améliorer la mise en forme d'un autre article.
Golestan est le centre du district de Golestan dans la ville de Baharestan de la province de Téhéran. La ville de Golestan est située dans le sud-ouest de la province de Téhéran et à une distance de 24 km de la ville de Téhéran. L'un de ses quartiers importants est la ville de Sabz dasht. Golestan est limité à la ville d'Islam shahr à l'est et à Robat Karim à l'ouest.
L'un des gros problèmes de cette ville est l'absence d'une ceinture de transport pour le passage des véhicules lourds, ce qui crée beaucoup de trafic sur l'ancienne route de Saveh.

## population
Selon le recensement de 2011, la ville comptait 259 480 habitants.
Selon les trois recensements récents de l'Iran, la population de Golestan a évolué comme suit : 112554 personnes en octobre 1996, 231905 personnes en octobre 2006 et 259480 personnes en octobre 2011. Selon le dernier recensement, la ville est dominante. Par les hommes : Il y avait 133 531 hommes et 125 949 femmes. En d'autres termes, il y avait 106 hommes pour 100 femmes. Ainsi, la population de la ville a augmenté très rapidement et a presque triplé au cours des 15 années sous revue. La croissance la plus rapide a été observée en 1996-2006 : le taux de croissance annuel moyen de la population générale était de 7,5% par an. Il y avait probablement un taux de natalité très élevé parmi les citadins à cette époque, proche du maximum physiologique de 5% par an, tandis que la mortalité était très faible, entraînant des soins de santé pour l'ensemble de la population iranienne pendant jusqu'à une décennie 90 ont été observés. . Corrections importantes et réduction de la mortalité infantile. Mais des taux de croissance aussi énormes ne peuvent toujours pas être attribués au seul taux de natalité, et cela est évidemment dû à l'afflux important d'immigrants dans la ville. Mais le taux de croissance en 2006-2011. Chute (3 fois à la fois), à seulement 2,3%. De toute évidence, cela doit être dû à la forte baisse de l'immigration vers la ville, ainsi qu'à la forte baisse du taux de natalité dans la ville elle-même. Dans tout l'Iran pendant cette période, en particulier parmi les habitants de la ville, il y avait un taux de natalité très faible [4], ce qui signifie que les Golestanis ont simplement suivi tous les Iraniens dans leur comportement démographique. En moyenne pour les années 1996-2006. La population de la ville de Golestan est passée à 11 900 personnes en 2006-2007. - Seulement 5500 personnes ou deux fois moins. Par conséquent, l'augmentation rapide de la part de la population de la ville par rapport à Téhéran après 2006 a fortement diminué. En effet, si l'on considère la population de Téhéran à 100 points, en 1996 la population du Golestan était de 1,7 point, en 2006 elle était déjà de 3,0 points (1,3+) et en 2011 elle n'était que de 3,2 points (0,2+ ou 7). Moins de 1996-2006). Si pour 1996-2006. Golestan est passé de la cinquième à la troisième place dans le classement des plus grandes villes de la province de Téhéran, mais en 2011, il est à nouveau tombé à la cinquième place, et en raison de la forte baisse de la croissance démographique, cette tendance devrait se poursuivre dans un proche avenir. Graphique de la croissance de la population de Golestan en 1996-1996. Elle n'a pas de forme hyperbolique, mais est logistique (c'est-à-dire une croissance avec saturation, qui est d'abord très rapide, mais s'estompe et s'arrête progressivement) [5].

## Sources
- Atlas de Géologie des Provinces d'Iran, Téhéran : Institut de Géographie et Cartographie de Géologie, 2004.
- «بازدید فرماندار بهارستان از بیمارستان امام حسین (ع)»[1].. « Nombre de population et de ménages par divisions de pays sur la base du recensement général de la population et des logements de 2016